# Eupomp
Eupomp (en llatí Eupompus, en grec antic Εὔπομπος) fou un destacat pintor grec nascut a Sició contemporani de Zeuxis d'Heraclea, Parrasi, i Timantes, i mestre de Pàmfil, que al seu torn va ser mestre d'Apel·les de Colofó.
El seus contemporanis el van apreciar molt, fins al punt de què es va fer una nova divisió de les escoles d'art i se'l va situar al capdavant d'una d'elles. Abans existien l'escola propera o Hel·làdica (grega) i l'escola Asiàtica, però amb Eupomp van néixer l'escola Siciònica com una branca de l'Hel·làdica. Després es va adoptar una nova divisió de les escoles gregues que es va dividir en Jònica, Siciònica i Àtica, aquesta darrera dirigida per Apol·lodor. Quan Lisip, al començament de la seva carrera, li va preguntar a quin pintor havia d'agafar com a model, li va respondre que havia d'imitar a la naturalesa i no a cap mestre.
Només Plini el Vell a la Naturalis Historia menciona una obra seva, un guanyador en uns jocs portant la palma.